# Stemma di Modena
(Luigi Zanfi, La storia ed Modna acsè al bouna, come am la conteva mê nôn)
Lo stemma della Città di Modena è costituito da uno scudo sannitico di color oro con una croce azzurra (di norma gheronata in modo da avere un effetto “tridimensionale”) dietro cui vi sono due trivelle incrociate, con in basso il motto Avia Pervia e il tutto sovrastato da una corona ducale.

## Blasonatura
Lo stemma, riconosciuto con decreto del Capo del Governo in data 27 novembre 1934, trascritto nel Libro Araldico degli Enti Morali al volume I p. 394, ha la seguente blasonatura:
La descrizione del gonfalone è la seguente:
Esso è decorato da una medaglia d'oro al valor militare del 29 marzo 1947 per la lotta partigiana sostenuta.

## Storia

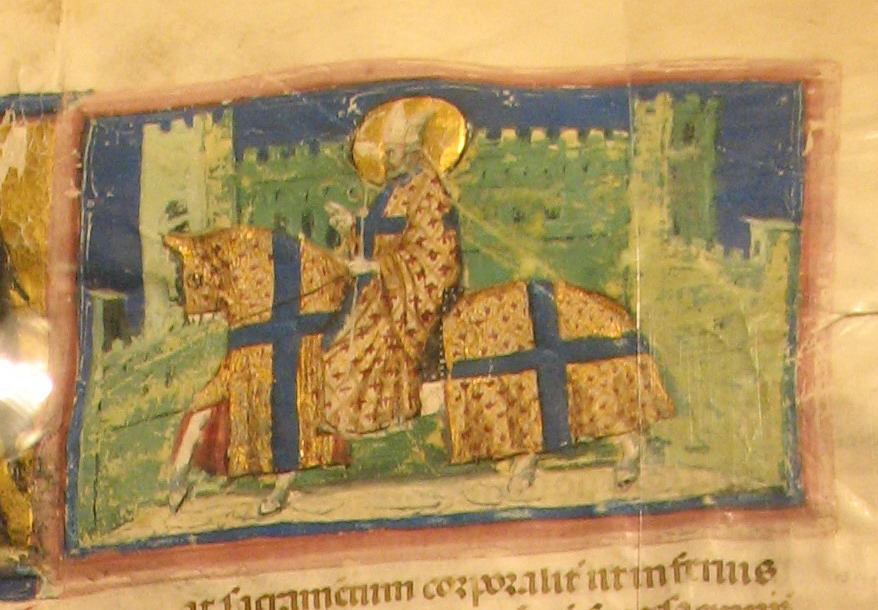
Statuta Civitatis Mutine, San Geminiano a cavallo, 1327

### La croce
Inizialmente lo stemma di Modena consisteva della sola croce azzurra in campo dorato la cui origine, al pari di molti altri stemmi con croce del nord Italia, si fa discendere dall'adesione del comune di Modena alla Lega Lombarda (1167) che combatte l'imperatore Federico Barbarossa. La prima prova documentale di un suo uso risale al 1327, anno in cui vengono composti gli Statuti del Comune di Modena che presentano sulla quarta carta la figura di San Geminiano a cavallo che leva la destra a benedire; nella sinistra tiene le briglie e il pastorale. Il cavallo è ricoperto da una gualdrappa dorata su cui sono presenti due grandi croci azzurre. Nel 1336 compare per la prima volta come scudo nel quinto foglio della miniatura composta in occasione del ritorno degli Estensi in città. Negli anni successivi è presente negli statuti comunale promulgati sotto il governo di Nicolò III, nei sigilli via via usati e nel registro di spese Ordinaria debitori del 1473. Sotto il regno di Ercole I d'Este (1471-1505) per la prima volta l'insegna comunale apparve sulle monete del ducato di Modena e precisamente su un mezzo testone d'argento. Successivamente lo stemma apparve anche su monete coniate durante il dominio papale (1510-1513 e 1514-1527).

### Le trivelle e il mottoAvia Pervia

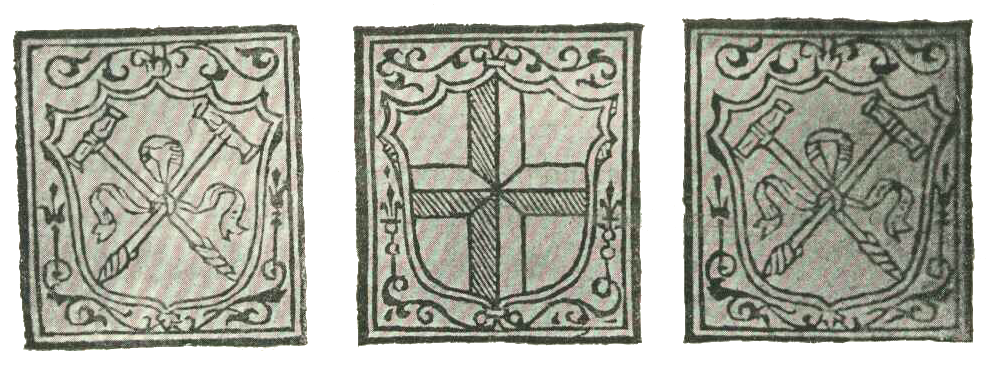
Prima opera dove appaiono le trivelle Calmeri del Pan Frumento…, 1525

Le trivelle appaiono per la prima volta isolatamente nella pubblicazione Calmeri del Pan Frumento… edita a Modena il 25 settembre 1525 in cui si vedono disposte a lato dell'arma del Comune. Successivamente sono presenti, sempre isolate, negli Statuti Civili di Modena pubblicati nel 1536 e in un'altra opera del 1544. Nel 1551 compaiono per la prima volta incluse nello stemma in un sigillo presente in una lettera spedita dai Conservatori di Modena al Duca di Ferrara; in seguito lo stemma così modificato si alterna con quello “semplice” per tutto il XVI secolo, sarà solo a partire dal XVII secolo che le trivelle accompagneranno costantemente la croce. Sull'origine di questo simbolo il modenese vescovo di Reggio Benedetto Manzoli dichiarò nel 1580 che:
In realtà il nobile che recò a Napoli nel 1473 fu Sigismondo d'Este su incarico del fratello di Ercole I. Invece secondo la cronachetta di San Cesario di Claudio Boschetti (1869) l'insegna sarebbe anteriore, del 1318, e discenderebbe dal grido usato dei modenesi durante la rivolta del 1318 contro Passerino Bonacolsi che sarebbe stato: popolo, popolo, trivella, trivella; in realtà ciò è un anacronismo, e il grido non viene riportato da altre opere fino al secolo XVI.
Il motto Avia Pervia ha una data di nascita ben precisa, questa è il 15 giugno 1561 giorno nel quale Modena festeggiò l'entrata di Alfonso II d'Este nella città; di questo avvenimento ha lasciato una forbita narrazione il letterato Giovanni Maria Barbieri, cancelliere della città, negli Atti del Consiglio Comunale in cui compare la seguente descrizione:
Barbieri fu con tutta probabilità l'inventore della frase insieme ai molti altri motti riportati nella relazione. Il primo documento a riportare il motto insieme alle trivelle e allo stemma è il Liber Relationum del 1599 ma esso fu adottato stabilmente solo a partire dal XVII secolo.

### Cambiamenti successivi al XVII secolo

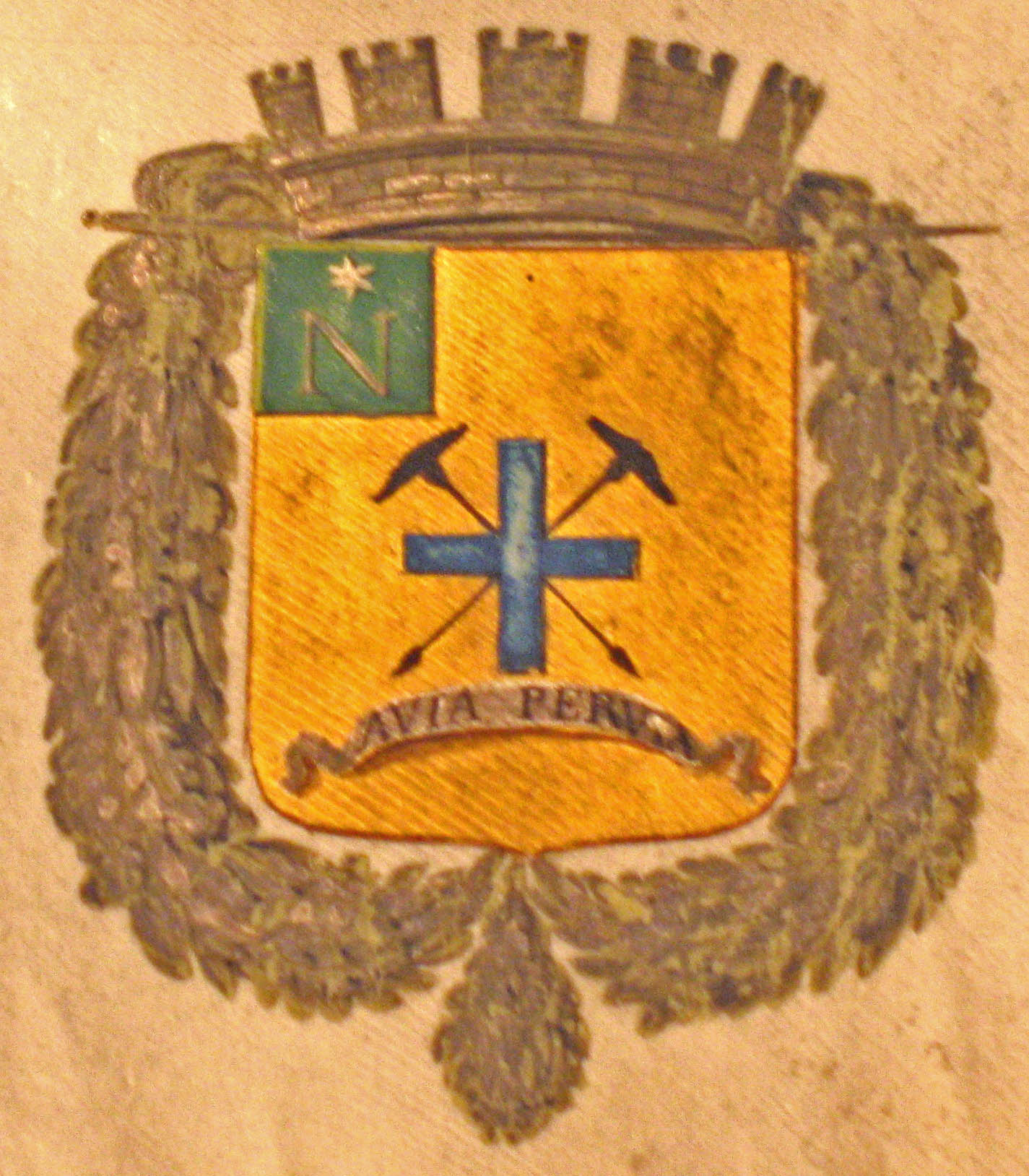
Stemma napoleonico di Modena.

Nel 1740 il duca Francesco III, con decreto del 29 agosto, concesse al comune la facoltà di decorare lo stemma con una corona marchionale. Il 9 gennaio 1813 il governo napoleonico concesse alla città uno stemma radicalmente trasformato:

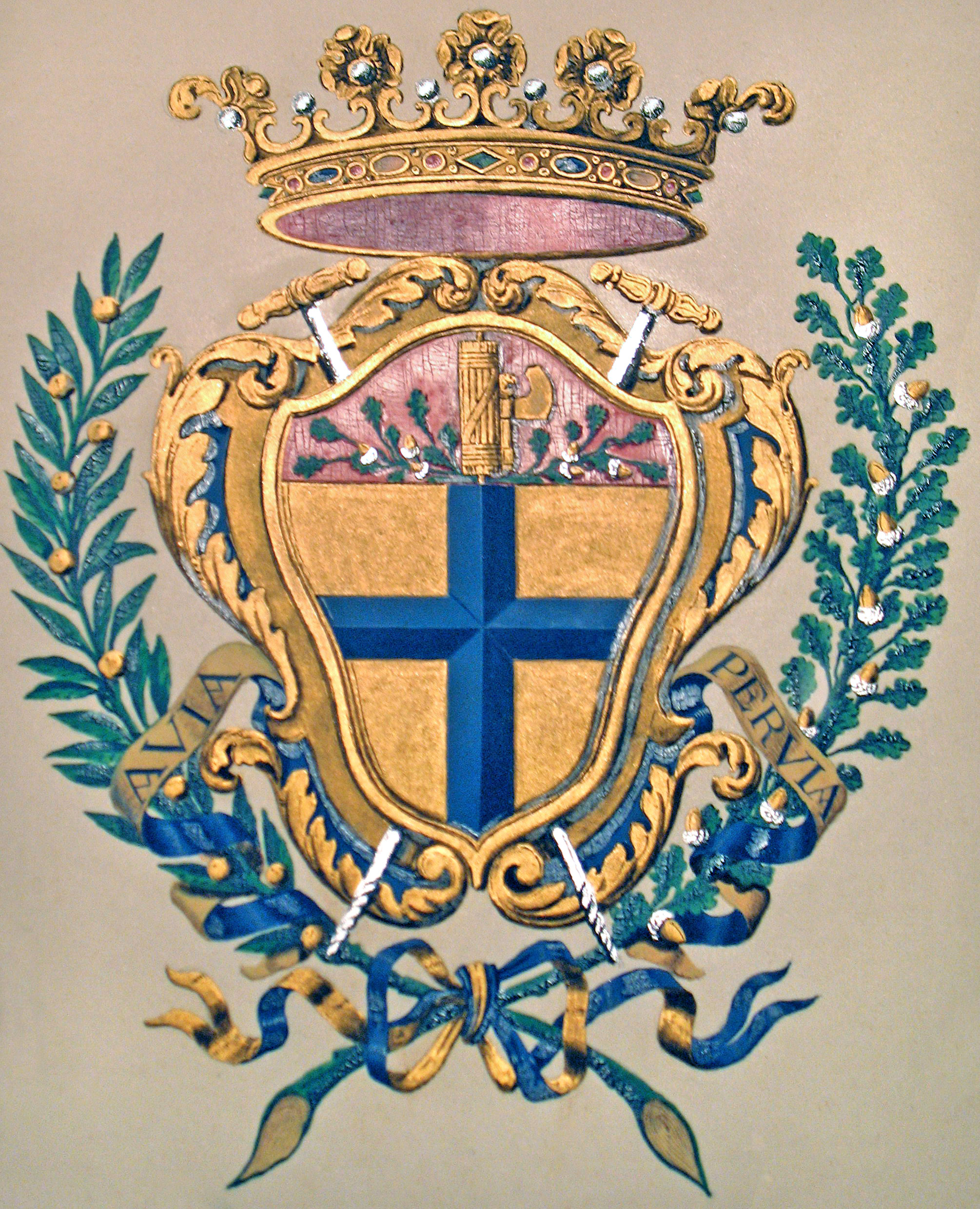
Stemma approvato nel 1934 con il capo del Littorio.

Comunque con la restaurazione degli Este lo stemma tornò ad essere quello precedente. In seguito, con l'approvazione del relativo decreto di riconoscimento del 1934, allo stemma venne imposto il capo del Littorio. L'ultima modifica fu effettuato nell'aprile del 2009 quando il consiglio comunale fu chiamato ad approvare il restyling dello stemma secondo un disegno più vicino a quelle che sono le indicazioni dell'ufficio Araldico presso la presidenza del consiglio. L'arma civica compare anche nella metà superiore dello stemma della provincia approvato con decreto del 4 agosto 1931; gli altri due stemmi presenti sono quelli di Mirandola e della provincia del Frignano.

Stemma del Comune di Modena

## Gonfalone

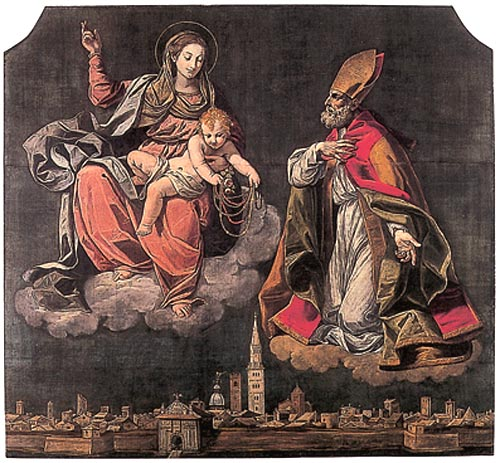
Gonfalone di Lodovico Lana: San Geminiano raccomanda la città alla Vergine.

Nel 1633 scoppiò a Modena una terribile pestilenza e il Consiglio della Comunità, su proposta del duca, che si era ritirato a Rivalta di Reggio con la famiglia, e del vescovo Alessandro Rangoni, fece voto di erigere una chiesa dedicata alla Madonna non appena cessato il flagello della peste. Affidò quindi a Lodovico Lana la realizzazione di un gonfalone con l'immagine della Madonna da portare soltanto nelle processioni annuali o “in qualche altro urgente bisogno” e da conservare sempre in comune: il gonfalone, usato come tale fino al 1746 e che è stato recentemente restaurato, è ancora custodito nella sala del vecchio Consiglio del palazzo comunale. Un secondo gonfalone, che riportava le figure dei santi patroni fu realizzato nel 1699 ad opera di Francesco Stringa ma non venne mai utilizzato se non per decorare l'altare della sagrestia della chiesa della Madonna del Voto. In seguito fu adottato un gonfalone riportante una croce azzurra in campo oro, questo gonfalone, riccamente decorato, può forse essere fatto risalire agli anni intorno al 1763. Nel 1900 la giunta comunale, dopo aver proposto alcune modifiche per alleggerirlo e renderlo maggiormente conforme all'araldica, fece confezionare un nuovo gonfalone all'Educatorio di San Paolo per un costo di 482 lire. Il nuovo gonfalone, esposto durante i funerali di Umberto I si presentava così: «…un grande stendardo a campo giallo recante la croce bleu e di una ricca asta a borchie e lancia d'oro e velluto bleu». Una modifica sostanziale si ebbe nel 1934, con l'approvazione ufficiale di stemma e gonfalone, quest'ultimo infatti ora riportava l'arma cittadina nella sua totalità e non più la sola croce. Con il ridisegno attuato nell'aprile del 2009 si è scelta una forma del gonfalone più conforme alla raccomandazione dell'Ufficio Onorificenze e araldica della presidenza del consiglio.

## Lo stemma sulle monete modenesi
La città ebbe il privilegio di battere moneta nel 1226 ad opera di Federico II ma la sua zecca entrò in funzione solo nel 1242; le prime monete riportavano al dritto le lettere F. D. C. (Federicus) mentre al rovescio presentavano una M onciale con due punti inseriti tra le aste. La prima rappresentazione certa dello stemma sulle monete risale al periodo successivo al 1471, sotto il governo di Ercole I d'Este. Altri esemplari vengono emessi durante la seconda occupazione papale (1514-1527). Ritornata la città sotto gli Este anch'essi continuarono a coniare monete riportanti il simbolo cittadino, tra cui un quattrino sotto Alfonso I e svariati altri esemplari sotto il governo di Ercole II. Gli Este non coniarono altre monete con il blasone cittadino dopo il regno di Ercole II, in ogni caso le monete da essi coniate riportarono sempre la sola croce modenese senza motto e trivelle. Per ritrovare monete con lo stemma, questa volta completo, bisogna attendere fino all'occupazione del 1702-1706 da parte del re di Francia Luigi XIV; in questo periodo vennero emesse una lira, una mezza lira e un pezzo da due bolognini tutte riportanti croce, trivelle e motto al rovescio mentre al diritto vi era il ritratto del re. Lo stemma completo di corona marchionale (assegnata nel 1740) non fu mai rappresentato su alcuna moneta. In seguito la zecca non emise monete a partire dal 1814 e fu ufficialmente abolita da re Vittorio Emanuele II nel 1862.